# Alexa cowanii
Alexa cowanii är en ärtväxtart som beskrevs av Gennady Pavlovich Yakovlev. Alexa cowanii ingår i släktet Alexa och familjen ärtväxter. Inga underarter finns listade i Catalogue of Life.